# Abbeville, Alabama
Abbeville este un oraș și sediul comitatului Henry, statul Alabama, Statele Unite ale Americii. Face parte din zona metropolitană Dothan a statului Alabama. Abbeville este primul oraș în ordine alfabetică din statul Alabama. În Abbeville, se găsesc două licee și mai multe școli.
La recensământul din 2000, populația a fost de 2.987 de locuitori. La recensământul din 2010, populația a fost de 2.688 de locuitori, aflată în scădere față de recensământul anterior.

## Geografie
Abbeville se află la 31°33′59″N 85°15′5″V / 31.56639°N 85.25139°V (31.566367, -85.251300).
Conform United States Census Bureau, orașul are o întindere de aproximativ 40.4 km² din care 40.3 km² este uscat, iar 0.1 km² este apă.

## Populație
Conform recensănântului din 2000, în oraș erau 2.987 oameni, 1.172 case, și 787 familii. Densitatea populației era de 192 de oameni pe 74.1/km². Dintre locuitorii orașului, 56.65% erau albi, 39.94% erau negri și africani americani, 0.07%, asiatici, iar 3.52% din populație era hispanică și latină.

## Localități învecinate
Figura de mai jos arată localitățile imediat învecinate cu Abbeville. Un punct galben arată o localitate cu mai mult de 20.000 de locuitori iar un punct negru arată o localitate cu mai puțin de 20.000 de locuitori.